# Tulipanska revolucija
Tulipanska revolucija naziv je za događaje u Kirgistanu koji su početkom 2005. godine doveli do smjene vlasti tadašnjeg predsjednika Askara Akajeva. Povod su bili parlamentarni izbori održani 28. veljače i 13. ožujka na kojima je, prema službenim rezultatima pobijedila vladajuća stranka. Opozicija to nije htjela prihvatiti, smatrajući rezultate lažiranima. U brojnim dijelovima zemlje su izbili su prosvjedi koji su kulminirali 24. ožujka u glavnom gradu Biškeku i prisilili Akajeva na bijeg iz zemlje. Vlast je preuzeo opozicijski vođa Kurmanbek Bakijev. 

## Vanjske poveznice
- Kyrgyzstan: Revolution Revisited - a look back on what has happened over the last eighteen months since the Tulip Revolution
- Photos from Elena Skochilo, blogger and photojournalist
- CONSTITUTION of the Kyrgyz Republic  Arhivirana inačica izvorne stranice od 27. lipnja 2007. (Wayback Machine)
- http://www.eurasianet.org/departments/insight/articles/eav032205.shtml  Arhivirana inačica izvorne stranice od 28. ožujka 2005. (Wayback Machine)
- http://www.eurasianet.org/departments/insight/articles/eav032105.shtml  Arhivirana inačica izvorne stranice od 11. prosinca 2005. (Wayback Machine)
- Q&A: Kyrgyzstan’s Rebellion from the Council on Foreign Relations
- Revolution Headlines Blog  Arhivirana inačica izvorne stranice od 7. travnja 2005. (Wayback Machine)
- Audio Slideshow about the Tulip Revolution  Arhivirana inačica izvorne stranice od 11. siječnja 2013. (Wayback Machine) from The Common Language Project
- Kyrgyzstan's Tulip Revolution wilts - Dilip Hiro, The Guardian